# Astragalus sogotensis
Astragalus sogotensis är en ärtväxtart som beskrevs av Vladimir Ippolitovich Lipsky. Astragalus sogotensis ingår i släktet vedlar, och familjen ärtväxter. Inga underarter finns listade i Catalogue of Life.